# Hovhannes V (ormiański patriarcha Jerozolimy)
Hovhannes V (ur. ?, zm. ?) – w latach 1431–1444 ormiański Patriarcha Jerozolimy.